# Lijun Wang
Pour les articles homonymes, voir Wang (patronyme).
 (avril 2015).
Si vous disposez d'ouvrages ou d'articles de référence ou si vous connaissez des sites web de qualité traitant du thème abordé ici, merci de compléter l'article en donnant les références utiles à sa vérifiabilité et en les liant à la section « Notes et références ».
Lijun Wang (王力军, né en 1966 à Pékin) est un physicien chinois. Il est notamment connu pour une expérience prouvant que la vitesse de groupe pouvait dépasser la vitesse de la lumière.

## Biographie
Lijun Wang obtient en 1992 son doctorat (Ph.D.) à l'université de Rochester, à Rochester (New_York,États-Unis). De 1992 à 1994, il est chercheur associé à l'université Duke à Durham (Caroline du Nord, États-Unis). Puis de 1994 à 1996, il est scientifique doyen[Quoi ?] à l'institut de recherche de General Atomics. De 1996 à 2004, il est chercheur scientifique puis membre honoraire du personnel technique[Quoi ?] à l'Institut de recherche de NEC à l'Université de Princeton, (New Jersey,États-Unis). En 2010, il est directeur d'un groupe de recherche de l'École polytechnique fédérale de Lausanne (EPFL), et professeur en chaire en physique expérimentale à l'université d'Erlangen-Nuremberg, à Erlangen, Allemagne.
Au laboratoire de NEC de l'université de Princeton, le 20 juillet 2000, l'équipe de Lijun Wang parvient à envoyer un paquet d'onde à travers une ampoule de 1 cm de césium en phase gazeuse et obtient une vitesse de groupe {\displaystyle v_{g}\simeq -c/310},.
Il en résulte une reconstruction du paquet en sortie 62 nanosecondes plus tôt que prévu théoriquement. Cet effet, analogue à la propagation en apparence supraluminique de particules matérielles par effet tunnel, est une conséquence de l'extension spatiale infinie d'une onde lumineuse et de l'effet de vitesse de groupe négative mais n'est pas contradictoire avec les postulats de la théorie de la relativité qui affirme qu'à priori aucun signal ne peut se propager à une vitesse supérieure à celle de la lumière. En effet, Lijun Wang interprète son résultat dans le cadre de la théorie électromagnétique d'Einstein. Ce qui ne signifie pas qu'il n'aura pas d'applications. D'ailleurs, Wang affirme « [...] en fait, l'expérience a été conçue, à la base, sur des calculs en utilisant des théories existantes de physique. Cependant notre expérience démontre que l'idée fausse (généralement soutenue) selon laquelle "rien ne peut se déplacer plus rapidement que la vitesse de la lumière" est totalement erronée. ».
Le Dr Wang est membre honoraire de l'EPFL. Il a également été collaborateur honoraire au JILA en 1997-98 et rédacteur en lettres de système optique[Quoi ?] de 1999 à 2003. Il est membre de la société optique de l'Amérique (OSA).
En 2010, Lijun Wang a une chaire de professeur à l'université de Nuremberg. Il fait de la recherche dans le domaine de l'optique et de la transmission photonique.
Son article sur la vitesse d'un laser à travers un milieu spécial permettant une vitesse supérieure à la vitesse de la lumière a été publié dans Nature.